# Hall of Fame Open 2025
L'Hall of Fame Open 2025 è staro un torneo di tennis che si gioca sull'erba. È stata la 49ª edizione dell'Hall of Fame Open, facente parte per il primo anno della categoria Challenger 125 nell'ambito dell'ATP Challenger Tour 2025, e la 1ª del femminile dopo un'assenza di 34 anni, facente parte della categoria WTA 125 del WTA Challenger Tour 2025. Il torneo si è disputato all'International Tennis Hall of Fame di Newport, negli Stati Uniti, dal 7 al 13 luglio 2025.

## Partecipanti singolare maschile

### Teste di serie
| Nazionalità | Giocatore           | Ranking* | Testa di serie |
| ----------- | ------------------- | -------- | -------------- |
| Stati Uniti | Brandon Holt        | 99       | 1              |
| Australia   | James Duckworth     | 103      | 2              |
| Australia   | Tristan Schoolkate  | 104      | 3              |
| Francia     | Adrian Mannarino    | 123      | 4              |
| Stati Uniti | Eliot Spizzirri     | 128      | 5              |
| Stati Uniti | Christopher Eubanks | 130      | 6              |
| Stati Uniti | Mitchell Krueger    | 164      | 7              |
| Giappone    | Yōsuke Watanuki     | 177      | 8              |

* Ranking al 30 giugno 2025.

### Altri partecipanti
I seguenti giocatori hanno ricevuto una wildcard per il tabellone principale:
- Daniel Milavsky
- Michael Zheng
- Evan Zhu

I seguenti giocatori sono entrati in tabellone come alternate:
- Maxime Cressy
- Stefan Kozlov
- Dan Martin
- Karl Poling

I seguenti giocatori sono entrati in tabellone passando dalle qualificazioni:
- Quinn Vandecasteele
- Alafia Ayeni
- Antoine Ghibaudo
- Tristan McCormick
- Trey Hilderbrand
- Oscar Weightman

Il seguente giocatore è entrato in tabellone come lucky loser:
- James Watt

## Partecipanti singolare femminile

### Teste di serie
| Nazionalità | Giocatore          | Ranking* | Testa di serie |
| ----------- | ------------------ | -------- | -------------- |
| Germania    | Tatjana Maria      | 45       | 1              |
| Giappone    | Ena Shibahara      | 120      | 2              |
| Australia   | Talia Gibson       | 126      | 3              |
| Rep. Ceca   | Linda Fruhvirtová  | 148      | 4              |
| Australia   | Destanee Aiava     | 160      | 5              |
| Italia      | Lucrezia Stefanini | 161      | 6              |
| Paesi Bassi | Arianne Hartono    | 184      | 7              |
| Georgia     | Mariam Bolkvadze   | 198      | 8              |

* Ranking del 30 giugno 2025.

### Altre partecipanti
Le seguenti giocatrici hanno ricevuto una wild-card per il tabellone principale:
- Eugenie Bouchard
- Lea Ma
- Christina McHale
- Lucrezia Stefanini

Le seguenti giocatrici sono entrate in tabellone passando dalle qualificazioni:
- Haley Giavara
- Petra Hule
- Olivia Lincer
- Alana Smith

### Ritiri
Prima del torneo
- Hailey Baptiste → sostituita da  Ayana Akli
- Lizette Cabrera → sostituita da  Carson Branstine
- Harriet Dart → sostituita da  Elvina Kalieva
- Lauren Davis → sostituita da  Kayla Cross
- Maddison Inglis → sostituita da  Caty McNally
- Iva Jovic → sostituita da  Maria Mateas
- Robin Montgomery → sostituita da  Darja Viďmanová
- Whitney Osuigwe → sostituita da  Anna Rogers
- Barbora Palicová → sostituita da  Leonie Küng
- Alycia Parks → sostituita da  Emina Bektas
- Mananchaya Sawangkaew → sostituita da  Sayaka Ishii
- Solana Sierra → sostituita da  Ma Yexin
- Marina Stakusic → sostituita da  Hanna Chang
- Katie Volynets → sostituita da  Elizabeth Mandlik
- Heather Watson → sostituita da  Lily Miyazaki
- Yuan Yue → sostituita da  Sahaja Yamalapalli
- Zhang Shuai → sostituita da  Carol Zhao

## Partecipanti WTA doppio

### Teste di serie
| Nazionalità | Giocatore         | Nazionalità | Giocatore          | Ranking* | Testa di serie |
| ----------- | ----------------- | ----------- | ------------------ | -------- | -------------- |
| Canada      | Ariana Arseneault | Canada      | Mia Kupres         | 307      | 1              |
| Stati Uniti | Makenna Jones     | Stati Uniti | Anna Rogers        | 320      | 2              |
| Paesi Bassi | Arianne Hartono   | India       | Prarthana Thombare | 344      | 3              |
| Stati Uniti | Carmen Corley     | Stati Uniti | Ivana Corley       | 353      | 4              |

* Ranking del 30 giugno 2025.

### Altri partecipanti
La seguente coppia di giocatrici ha ricevuto una wild card per il tabellone principale:
- Eugenie Bouchard /  Olivia Lincer

## Campioni

### Singolare maschile
Zachary Svajda ha sconfitto in finale  Adrian Mannarino con il punteggio di 7–5, 6–3.

### Singolare femminile
Caty McNally ha sconfitto in finale  Tatjana Maria con il punteggio di 2–6, 6–4, 6–2.

### Doppio maschile
Robert Cash /  James Tracy hanno sconfitto in finale  Hans Hach Verdugo /  Cristian Rodríguez con il punteggio di 7–6(3), 6–3.

### Doppio femminile
Carmen Corley /  Ivana Corley hanno sconfitto in finale  Arianne Hartono /  Prarthana Thombare con il punteggio di 7–6(4), 6–3.